# انتخابات الرئاسة الكرواتية 1992
انتخابات الرئاسة الكرواتية 1992 هي الانتخابات الرئاسية التي جرت في 2 أغسطس 1992، في كرواتيا، لانتخاب رئيس كرواتيا، فاز بالانتخابات فرانيو تودجمان.